# Frank Höhler

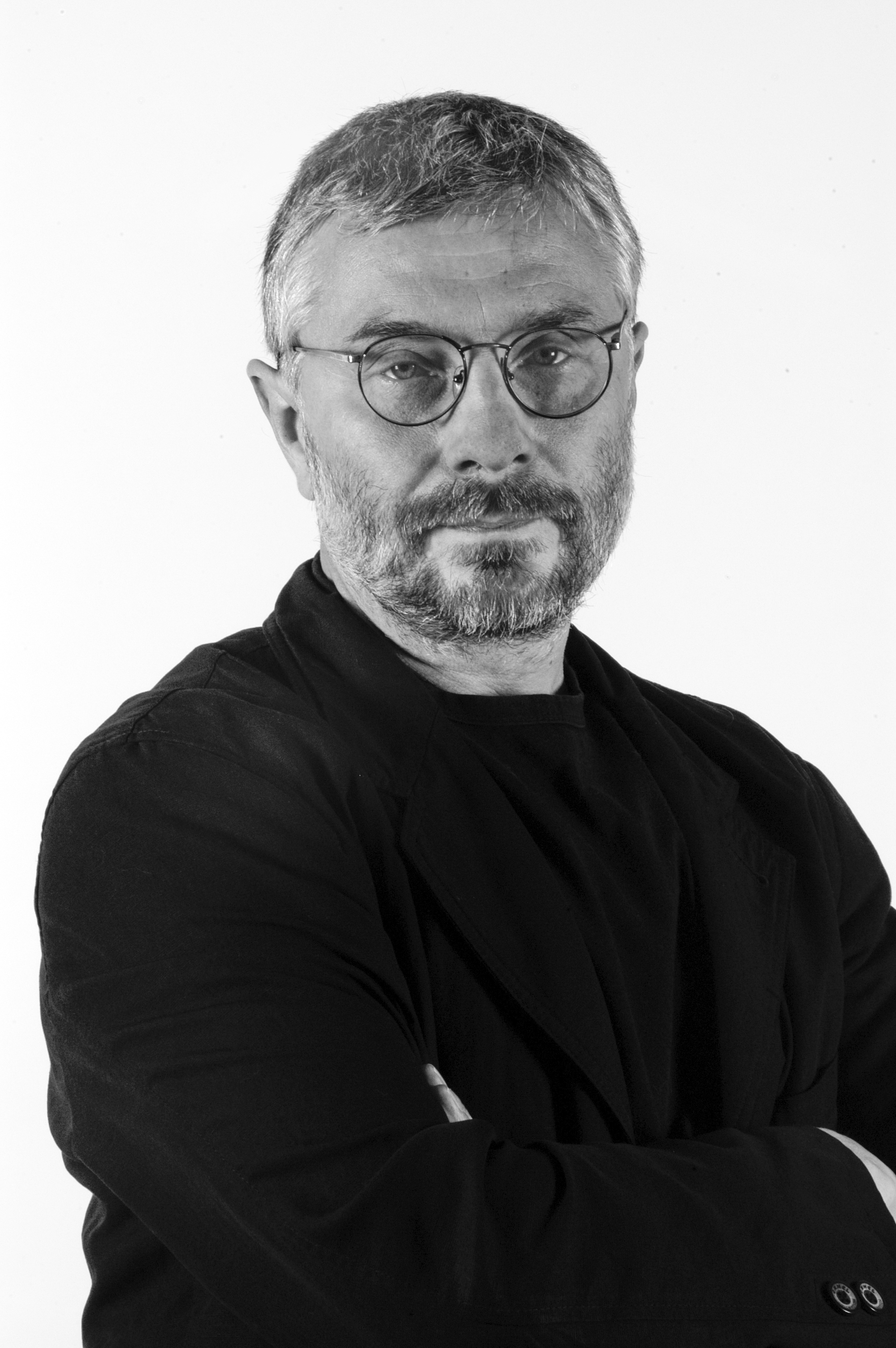
Frank Höhler 2004

Frank Höhler (* 15. Mai 1955 in Magdeborn) ist ein deutscher Fotograf.

## Leben
Frank Höhler wuchs in Leipzig auf und legte dort auch sein Abitur ab. Danach studierte er an der Hochschule für Verkehrswesen in Dresden. Als Diplomingenieur für Nachrichtenwesen leitete er im Anschluss zunächst verschiedene Fernmeldedienststellen. Von 1984 bis 2005 war er als Fotograf am Staatlichen Museum für Tierkunde in Dresden beschäftigt. Parallel zu diesem Berufswechsel absolvierte er eine Ausbildung zum Fotografen an der Technischen Universität Dresden, der von 1988 bis 1990 ein Teilfernstudium Fotografie an der Hochschule für Grafik und Buchkunst Leipzig, unter anderem bei Arno Fischer, folgte. Neben dem Studium und seiner Tätigkeit für das Museum arbeitete er ab 1988 auch als freiberuflicher Fotograf für verschiedene Verlage und vor allem für die Dresdner Philharmonie.

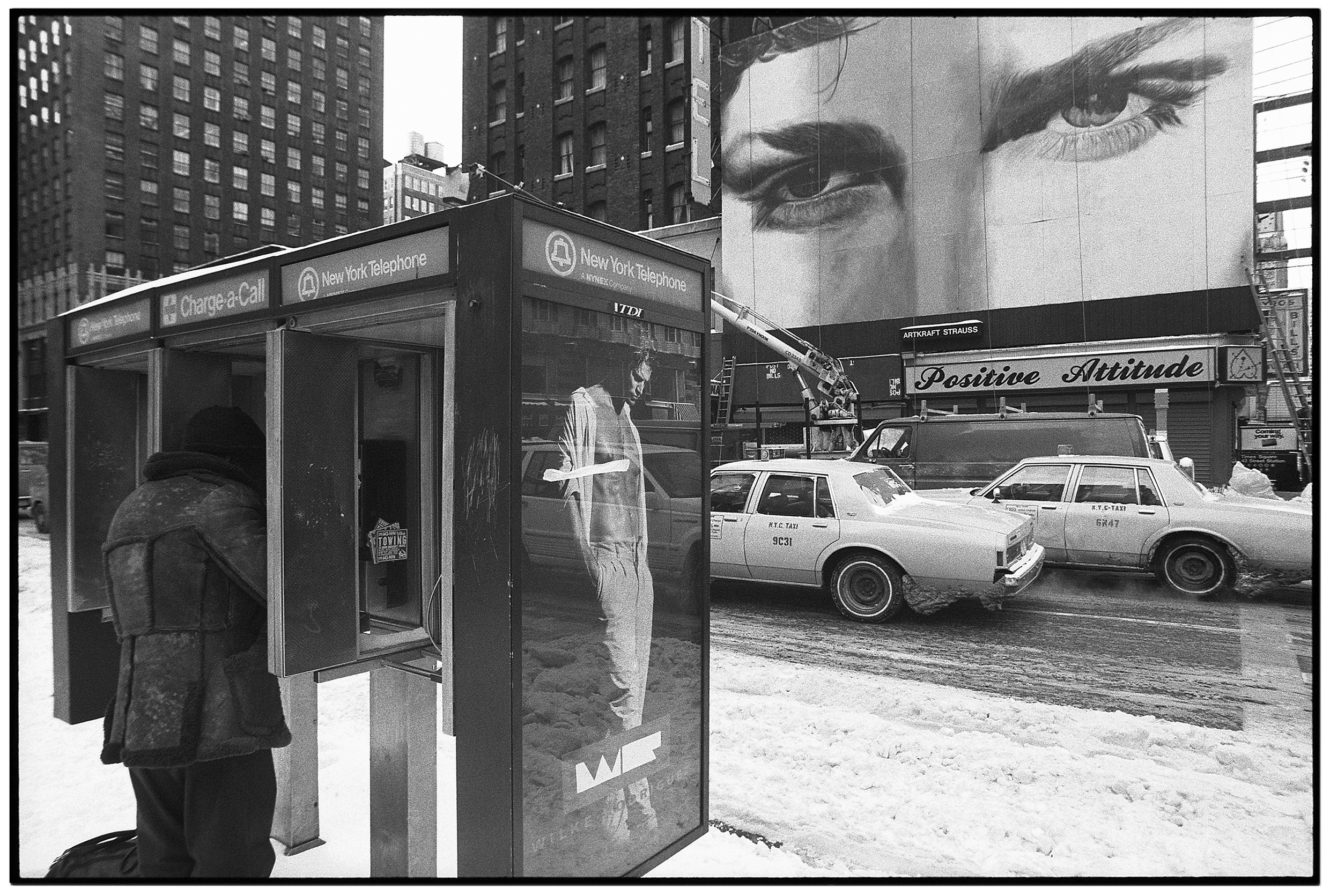
New York aus der Serie Transit

Seit 2006 arbeitet Frank Höhler ausschließlich freiberuflich und widmet sich verstärkt der freien künstlerischen Fotografie. 2008 war er zusammen mit Jürgen Matschie, Thomas Kläber, Georg Krause und Reinhardt Wehle (als Organisator) eines der Gründungsmitglieder der ASA-Gruppe Fotografie. Während das „fotografische Forschungsgebiet“ der Fotografen als Gruppe vornehmlich im Osten Deutschlands liegt, sind und waren für den Bildkosmos Frank Höhlers ganz wesentlich auch ausgedehnte Fotoreisen inspirierend und prägend. Sie führen ihn rund um den Globus, unter anderem nach Russisch-Karelien (1989, 1990), Marokko (1992), Patagonien und Feuerland (1994, 2004), Indien (1997), China (2002), Skandinavien (2002, 2013, 2021), Rumänien (regelmäßig ab 2006), Vietnam (2007), in die Ukraine (2008), nach Chile (2009), Island (2011, 2016), in das Baltikum (2017, 2019) oder nach Grönland (2022). Daraus hervorgegangen sind Serien wie „Transit“ (1989 – 2010), „Fin del mundo“ (1994), „Blau“ (2009) oder „Island“ (2011).
Seit 2006 ist Höhler Mitglied der Deutschen Gesellschaft für Photographie (DGPh) und seit 2007 im sächsischen Künstlerbund.

## Künstlerischer Werdegang
Frank Höhler beeindruckt durch ein umfangreiches, vier Jahrzehnte umfassendes, thematisch und formal ausgesprochen vielfältiges Werk. Seine frühen Arbeiten geben stillen Einblick in das Leben der 1970er- und 1980er-Jahre mit oft sprechenden Details oder Szenen des Alltags, sie führen an ungewöhnliche, verborgene Orte, insbesondere in der Dresdner Neustadt, oder machen mit Menschen bekannt, die gewöhnlich kaum beachtet werden. Höhlers Interesse für die dokumentarischen Aspekte der Fotografie, sein früh entwickelter Blick für gesellschaftliche Realitäten einerseits und seine ausgeprägte Neugier auf grafische Strukturen andererseits sind wesentliche Konstanten seiner Arbeit.

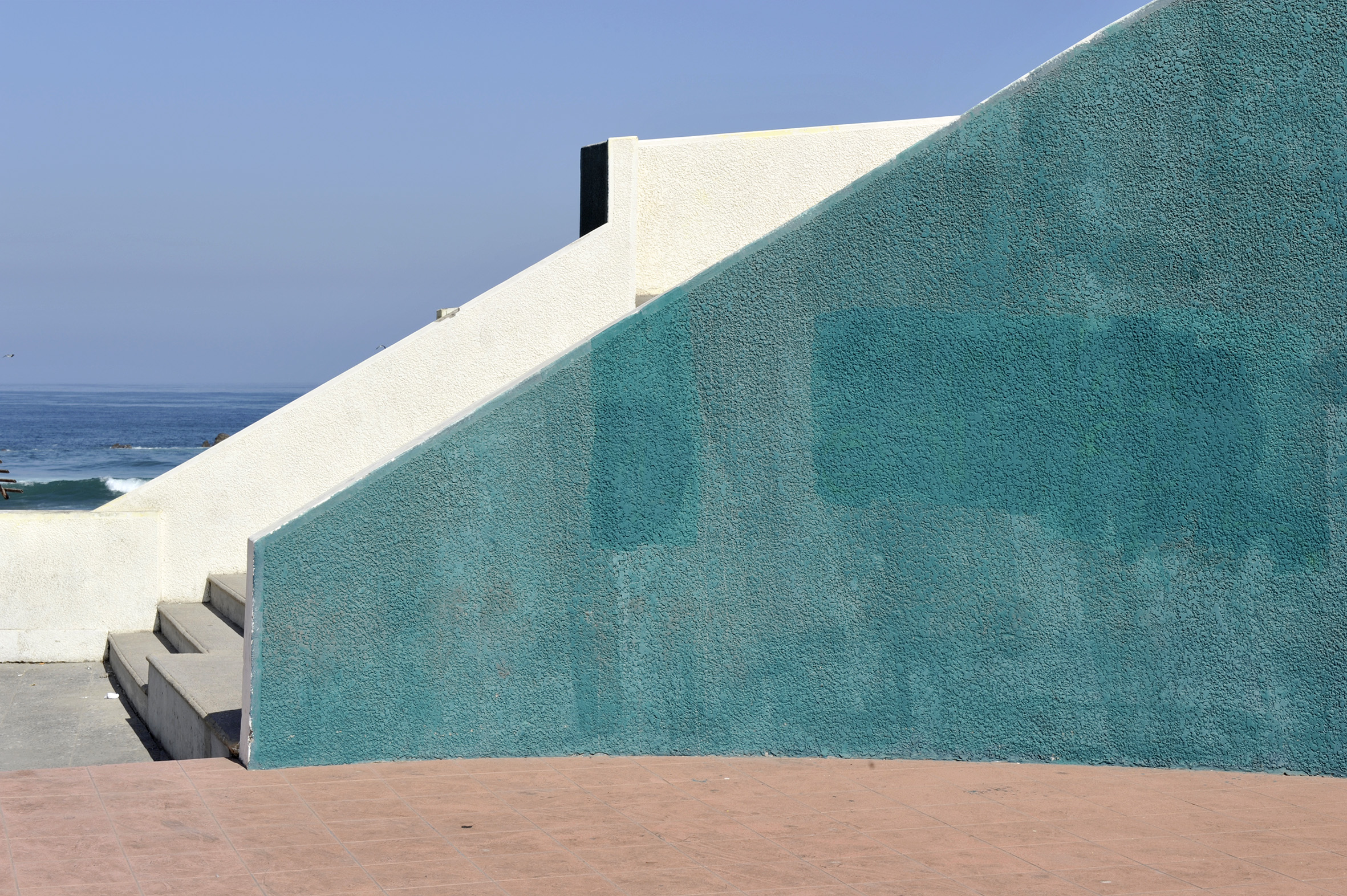
überwiegend blau

Musterbeispiel für Letztere sind Höhlers 2009 rund um die aufgegebenen Salpeter-Werke in der Atacama-Wüste entstandene Aufnahmen der Serie „Blau“. Bezeichnenderweise ist es weniger der besondere Aufnahmeort, der die Fotografien auszeichnet, sondern Höhlers entschiedene Bildstruktur: Die Intensität der Farben hatte den Fotografen gleich zu Beginn seiner Reise durch Chile fasziniert und er begann, „um die ersten Fotos herum“ die Serie „Blau“ zu entwickeln. Er widmete sich den unterschiedlichen Farbfacetten, indem er seine Motive auf das Wesentliche reduzierte. Als visuelle Reiseberichte sind diese Fotografien daher kaum geeignet. Sie zeigen sich seltsam ortlos, geben wenig Hinweis darauf, wo genau sie entstanden sind. Den meisten Bildern fehlt räumliche Tiefe, viele verweigern geradezu die Perspektive, der Raum wird zur Fläche, wird von Höhler als grafisches Formenspiel präsentiert, das den Realitätsbezug des fotografischen Abbilds irritierend dominiert.

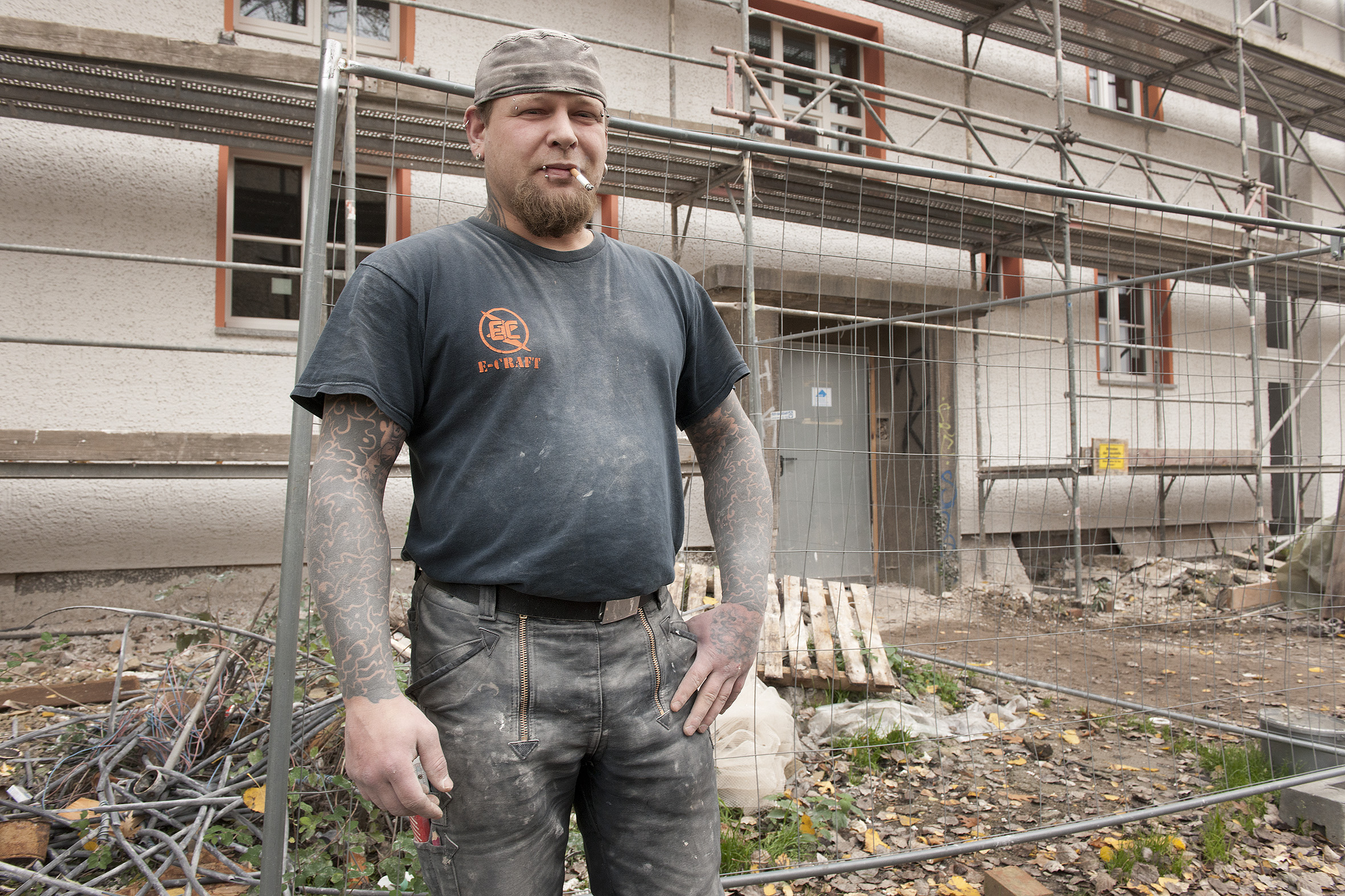
Heimat.Los.Eisenhüttenstadt

Dass Frank Höhler die verlassenen Stätten am anderen Ende der Welt eigens aufgesucht und seine Serie „Blau“ anhand der Relikte einer untergegangenen Industrie entwickelt hat, ist dennoch alles andere als Zufall. Vielmehr korrespondiert dies mit dem ausgeprägten Interesse des Fotografen für Transformationsprozesse und für den Bergbau im Besonderen. Ende der 1970er Jahre musste Magdeborn, Höhlers Heimatdorf südlich von Leipzig, dem Tagebau weichen. Es liegt nahe, zu vermuten, dass neben der politischen Wende nicht zuletzt diese Erfahrung das Interesse des Fotografen an den Auswirkungen des Strukturwandels geweckt hat. Erst die Veränderungen der Landschaft durch den Kohleabbau, später durch Renaturierung, und, nicht zu vergessen, die damit einhergehenden, massiven wirtschaftlichen und sozialen Veränderungen, sind Themen, mit denen sich Frank Höhler schon seit den 1990er Jahren intensiv beschäftigt, zuletzt in der 2012 begonnenen soziale ASA Langzeitstudie „Heimat.Los.Eisenhüttenstadt“. Dabei beklagt der Fotograf nie einen Verlust, trauert nicht, sondern spürt seit vielen Jahrzehnten schlicht den Veränderungen der Lebenswirklichkeit nach, als Beobachter, Momente verdichtend.

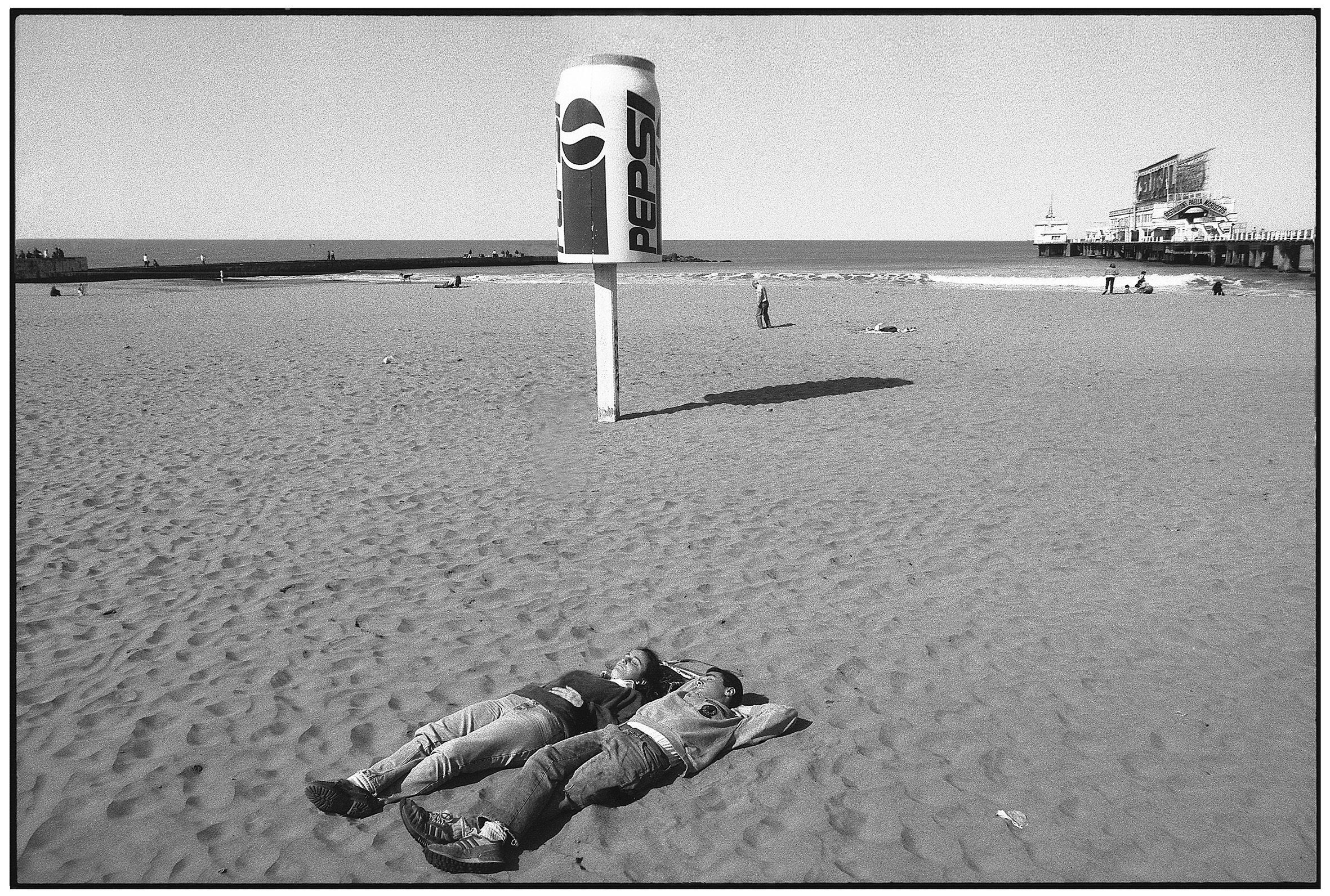
Argentinien aus der Serie Transit

Dies gilt auch für die zwischen 1989 und 2010 vielfach auf Reisen mit der Dresdner Philharmonie entstandenen Fotografien der Serie „Transit“. Die Aufnahmen sind stilistisch und thematisch höchst unterschiedlich. Verbindendes Element ist ihr flüchtiger Charakter. Seit 1989 ist der Fotograf rund um die Welt unterwegs. Sein ausgeprägtes Interesse an Land und Leuten ist deutlich spürbar, aber wie zuvor dokumentiert er seine Reisen nicht. Er sammelt Eindrücke. Er verzichtet in dieser Serie konsequent auf spektakuläre Landschaften oder Stadtansichten, konzentriert sich auf stets genau beobachtete Details, auf Alltagsszenen, auf Menschen, die seine Wege kreuzen. Die Fotos entstammen stets zufälligen Begegnungen, sind mitunter skurril, zuweilen, etwa in der Maramuresch oder Vietnam, wirken sie wie aus der Zeit gefallen. Transformation und Veränderung werden sichtbar im kurzen Moment, in der Reduktion auf das einzelne Bild. Aller Flüchtigkeit zum Trotz offenbart Höhlers neugieriger Blick eine Vielzahl an Lebenswirklichkeiten zwischen Tradition, Fortschritt und Verfall. Zwar fotografiert Höhler aus der Nähe, bleibt aber, nur auf Durchreise, dennoch immer auf Distanz.
Eine dritte Konstante im Werk Frank Höhlers ist das Porträt. Besonderen Erfolg hatte er mit seiner Serie „Dirigenten und Solisten“ der Dresdner Philharmonie, die in bestechender atmosphärischer Dichte gleichermaßen die äußerste Konzentration und die künstlerische Individualität der Solisten und Dirigenten vermitteln. Durch Zufall erhielt er 1988 das Angebot, Orchesterproben zu fotografieren. Über 22 Jahre, bis 2010, begleitete er schließlich die Philharmonie vor Ort und auf Reisen und fertigte unzählige Porträts, die in zwei Bildbänden publiziert und 2020 anlässlich des 150-jährigen Jubiläums der Philharmonie in einer großen Einzelausstellung gezeigt worden sind.

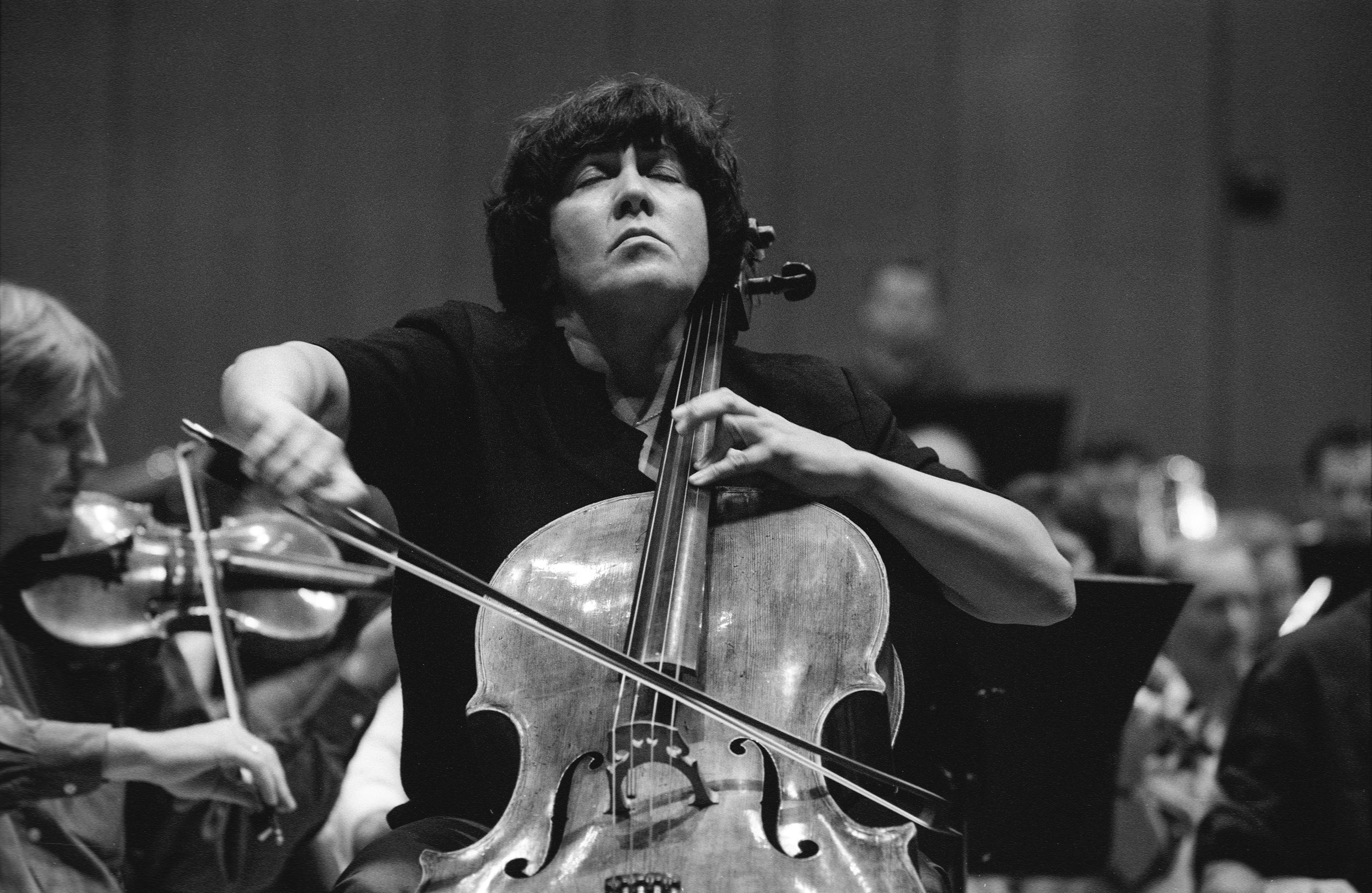
Musikerporträts: Natalia Gutmann

Nach den exzellenten Musikerporträts widmete sich Höhler in den letzten Jahren der auch in Buchform publizierten Serie „Künstlerporträts“. Im Fokus steht dabei nicht nur die Person, sondern auch deren Lebensumfeld, vor allem der Platz des Arbeitens, der Inspiration – sei es Atelier, Schreibtisch oder ein Café. Es sind Doppelporträts von Bildenden Künstlern und ihrem Atelier, von Schriftstellern und ihrem Schreibtisch. Die Auswahl des Fotografen ist vordergründig persönlich geprägt, spiegelt aber das Netzwerk der ostdeutschen Kunst- und Kulturszene wider. Seine Herangehensweise ist eine Fortführung dessen, was gerade in der alternativen Kunstszene der DDR spätestens in den 1980er Jahren allgegenwärtig war: Die Kunst hört nicht an den Grenzen der eigenen Profession auf, sondern entwickelt ihre größte Vielfalt und Kreativität erst im Austausch mit anderen Ausdrucksformen. Wie der Fotograf sind die Porträtierten meist geboren und aufgewachsen in der DDR mit ihren engen Grenzen, erwachsen geworden in einer Zeit, als dieser Staat bereits langsam seinem Ende entgegentrieb. In Kunst und Biografien haben die Umstände ihre Spuren hinterlassen. In Summe formiert sich aus den von Frank Höhler an ihrem Wirkungsort fotografierten Individuen ein drittes Porträt: das eines ganz spezifischen künstlerischen Umfeldes, das in dieser Form wohl nur hier zu finden ist.

## Werkbestand

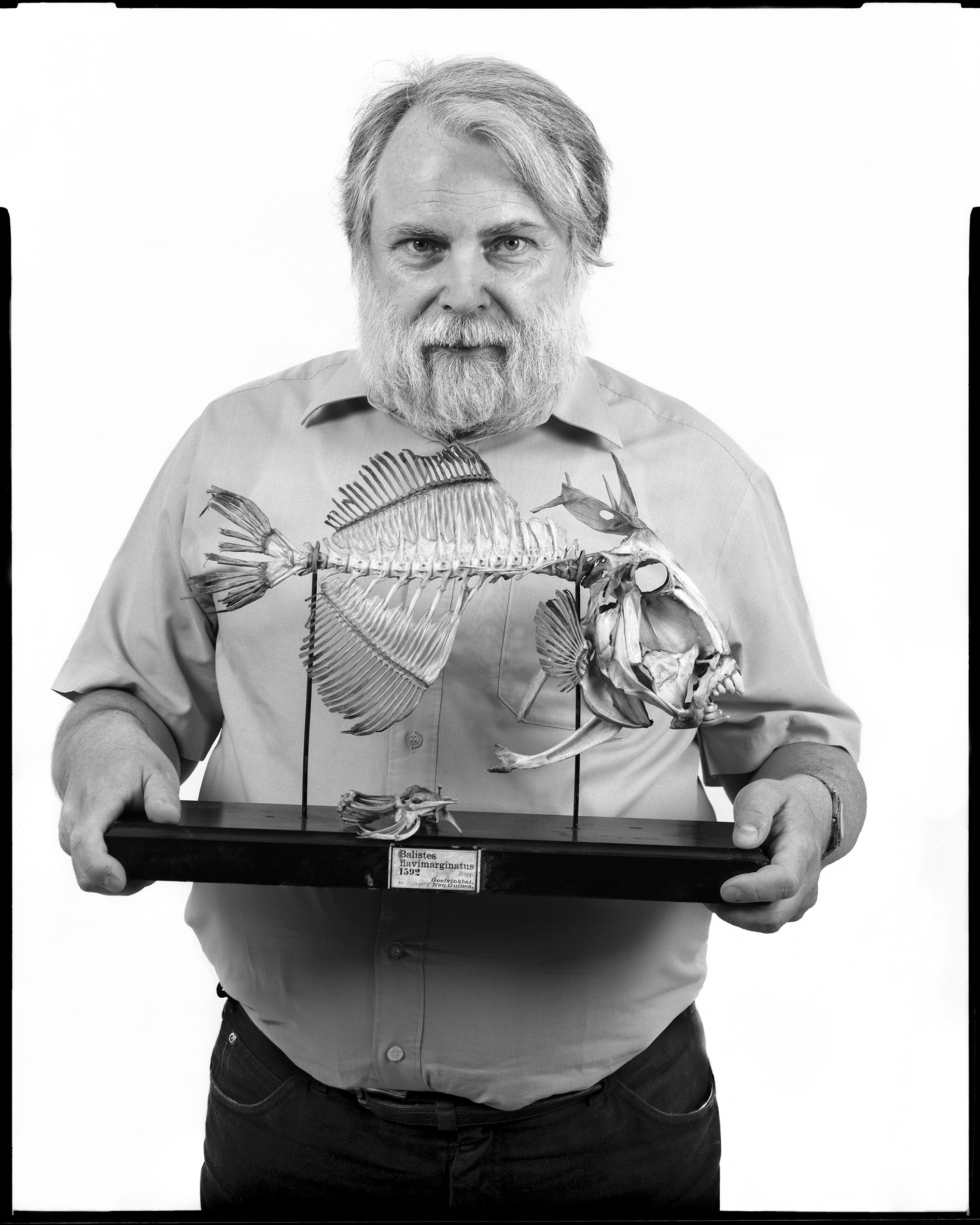
Axel Z., Ichthyologe aus der Serie Menschen am Museum

In der Sammlung der Deutschen Fotothek befinden sich rund 1000 seit 1991 erworbene Aufnahmen von Frank Höhler, darunter 650 Prints verschiedener Formate. Hervorzuheben sind neben 200 frühen Vintages aus den 1980er Jahren vor allem 150 Abzüge der exzellenten, zwischen 1988 und 2010 entstandenen Musikerporträts, die er unter anderem als regelmäßiger Reisebegleiter der Dresdner Philharmonie während der Proben aufgenommen hat, und nicht zuletzt 100 Künstlerporträts. Darüber hinaus sind Abzüge aus weiteren wichtigen Werkkomplexen wie „Fin del Mundo“, „Menschen am Museum“, „Transit“, „Blau“, „Heimat.Los.Eisenhüttenstadt“ oder „Island“ im Bestand. Daneben finden sich Architekturaufnahmen, überwiegend aus Dresden, sowie rund 220 Negative zur Dokumentation des Johannisfriedhofs Dresden-Tolkewitz aus den Jahren 1991/92.

## Ausstellungen

### Einzelausstellungen
- 2023 Frank Höhler – Fotografie, Leonhardi-Museum Dresden, 22. April – 18. Juni 2023
- 2023 Frank Höhler. In Transit. villa / 4, Ö Grafik, 8. Februar – 3. Mai 2023
- 2020 Dresdner Philharmonie International. Porträtfotos musikalischer Gäste von Frank Höhler. Eine Ausstellung in Kooperation mit der Deutschen Fotothek und der Dresdner Philharmonie, Stadtmuseum Dresden, 14. März – 30. August 2020
- 2020 frank höhler. überwiegend blau. loungeaffairs #1. SLUB Dresden, BibLounge, 6. Juli 2020 – 24. Januar 2021
- 2017 Neue Trachten. Fotografien von Frank Höhler, Museum der Fotografie, Görlitz, 2. September – 1. November 2017
- 2017 Frank Höhler. Walking about Meridians – Wanderung durch die Längengrade, Kulturcafé Klassmo, Luckenwalde, 18. November 2017 – 28. Januar 2018[4]
- 2016 Urbanitäten, Galerie am Damm, Dresden, 19. August – 30. September 2016[3]
- 2013 Terra infirma – Landschaftsfotografien von Frank Höhler, Burg Mildenstein, 27. Mai – 4. August 2013
- 2011 Menschen am Museum, Schloss Rochlitz, 8. Mai – 4. September 2011
- 2010 Annäherung I. Fotografien von Frank Höhler, Langgalerie des Barockgarten Großsedlitz, 6. Mai – 18. Juli 2010
- 2007 Auf Takt, Richard-Wagner-Stätten Graupa, 9. September – 9. Dezember 2007
- 2004 Intermezzi, Kulturpalast Dresden 22. Mai – 30. Juni 2004
- 2004 Menschen und Märkte. Kunstscheune „ART(T)RAUM“ Gottsdorf/Brandenburg, 19. September – 16. Oktober 2004
- 2003 Musikerporträts. Vogtländische Kunst-Sozietät, Auerbach, 2003
- 2002 Feuerland in Moritzburg. Fotografien von Frank Höhler, Kavaliershaus Moritzburg, April/Mai 2002
- 2001 Die Dresdner Philharmonie auf Reisen – Fotografische Impressionen, Villa Eschebach, Dresden, 1. – 28. Dezember 2001
- 2000 MUSIKer-bilder, Dresden-Galerie im Hotel Mercure Newa, 28. November 2000 – 26. Januar 2001
- 1998 Unterwegs – Stadt – Landschaft – Stadtlandschaft, Hilton Dresden, September 1998[5]
- 1998 Zwischentöne – Fotografien am Rande philharmonischer Reisen, Kulturpalast, Dresden, 17. Januar – 14. Februar 1998
- 1996 Reisefotografien. Hoflößnitz, Radebeul, 1996

### Gruppenausstellungen
- 2023 Frank Höhler und Eckhard Stange: Broken Ice – Grönland 67 05'N 50 13'W, Galerie W182, Leipzig, 3. April – 9. Juni 2023
- 2023 Lausitzer Porträts. Christina Glanz, Frank Höhler, Alexander Janetzko, Thomas Kläber, Georg Krause, Jürgen Matschie, Fotoforum Dresden, 25. Januar – 11. März 2023
- 2022 Schicht – Umbrüche im Revier. Frank Höhler, Thomas Kleber, Georg Krause, Jürgen Matschie, Reinhard Wehle, Energiefabrik Knappenrode, 1. Mai – 30. Oktober 2022
- 2019 Neugier eins bis vier. Georg Krause, Frank Höhler, Jürgen Matschie, Thomas Kläber, Villa Eschebach, Dresden, 23. Januar – 22. März 2019; Kulturfabrik Hoyerswerda, 10. Mai – 27. Juni 2019
- 2017 Falk Geißler, Rita Grafe, Frank Höhler, Carola Kirsch, Thomas Kläber, Georg Krause, Jürgen Matschie, Steffen Mertens, Martin Tiede, Galerie Gut Geisendorf, Neupetershain, 2. April – 29. Oktober 2017
- 2017 Gesichter der Stadt, Neues Rathaus, Dresden, 13. Juni – 28. September 2017
- 2016 Dabei gewesen – Fotografien aus der DDR-Zeit. Frank Höhler, Thomas Kleber, Georg Krause, Jürgen Matschie, Dresden, Simmel-EKZ, Dresden, 26. November 2016 – 14. Januar 2017
- 2014 Grenzbegegnungen. Acht Fotografen zeigen bewegende Momente, Kulturhaus der BASF Schwarzheide, 10. Mai – 20. Juli 2014
- 2014 Annäherungen – Eisenhüttenstadt. Fotografien von Frank Höhler, Thomas Kläber, Jürgen Matschie, Luc Saalfeld, Leonhardi-Museum Dresden, 12. Juli – 24. August 2014
- 2014 Überwiegend blau. Frank Höhler, Thomas Kläber, Jürgen Matschie, Galerie Kunstlade, Zittau, 17. Oktober – 28. Dezember 2014
- 2014 Stadt, Land, Fluss. Frank Höhler, Thomas Kläber, Jürgen Matschie, Galerie Packschuppen, Baruth/Mark, 24. August – 15. Oktober 2014
- 2013 Aus einer anderen Welt. Bilder aus den 80er Jahren. Frank Höhler, Thomas Kläber und Jürgen Matschie, Projektraum am Weißen Hirsch / Galerie Grafikladen, Dresden, 27. November 2013 – 15. Januar 2014
- 2012 Vier Positionen. Fotografie. Frank Höhler, Thomas Kläber, Jürgen Matschie, Luc Saalfeld, Albrechtsburg Meißen, 3. März – 13. Mai 2012[6]; Galerie Haus 23, Cottbus, 6. Juli – 25. August 2012; Bildfläche Galerie Eichstätt, 15. März – 26. April 2013
- 2012 Sächsische Volkstrachten, HipHop und Nadelstreifen, Museum für Sächsische Volkskunst, 16. Juni – 4. November 2012
- 2006 Stadtbilder II. 12 Fotografen sehen Dresden, art + form, Dresden, 16. Juli – 17. August 2006
- 1999 Bilderfahrungen Dresden – Stadtfotografie seit 1989, Technische Sammlungen Dresden, 24. August – 3. Oktober 1999

## Publikationen

### Ausstellungskataloge
- Frank Höhler, Thomas Kleber, Georg Krause, Jürgen Matschie, Reinhard Wehle: Schicht – Umbrüche im Revier. Ausstellungs-Katalog Energiefabrik Knappenrode, Knappenrode 2022
- frank höhler. überwiegend blau. loungeaffairs #1, Ausstellungs-Katalog SLUB Dresden/Deutsche Fotothek, hg. von Jens Bove, Dresden 2020
- Frank Höhler, Thomas Kleber, Georg Krause, Jürgen Matschie: Heimat. LOS. Eisenhüttenstadt. , Ausstellungs-Katalog Dokumentationszentrum Alltagskultur der DDR Eisenhüttenstadt, Dresden 2015
- Grenzbegegnungen. Acht Fotografen zeigen bewegende Momente, Ausstellungs-Katalog BASF Schwarzheide, Schwarzheide 2014
- Frank Höhler, Thomas Kläber, Jürgen Matschie, Luc Saalfeld: Annäherungen – Eisenhüttenstadt. Ein fotografischer Essay. Ausstellungs-Katalog Leonhardi-Museum, Dresden 2014
- Frank Höhler, Thomas Kläber, Jürgen Matschie, Luc Saalfeld: Vier Positionen. Fotografie. Ausstellungs-Katalog Albrechtsburg Meißen, Dresden 2012
- Bild-Erfahrung Dresden: Stadtfotografie seit 1989, Ausstellungs-Katalog Technische Sammlungen Dresden, Dresden 1999
- Bernd Arnold, Alfred Feiler: TierPlastik aus Afrika, Ausstellungs-Katalog Staatliches Museum für Tierkunde Dresden. Fotografien von Frank Höhler, Dresden 1995

### Weitere Publikationen
- Frank Höhler. Face to Face. archiv der fotografen, Band 5, hg. von Jens Bove und Bernd Heise, Husum 2023
- Eisbruch in der Arktis und zwischen den Menschen. Ein Paradoxon. Kalender [2023]. Fotografien von Frank Höhler, Dresden 2022
- Kai Wenzel: Bautzen – Architektur, Kunst, Geschichte. Fotografien von Frank Höhler, Dresden 2018
- Frank Höhler, Thomas Kläber, Jürgen Matschie, Luc Saalfeld: Aus einer anderen Welt. Bilder aus den 80er Jahren. Faltblatt, Dresden 2014
- Bernd Herrde: Geschnitzt, bemalt, bewegt – mechanische Wunderwerke des sächsischen Universalgenies Elias Augst. Fotografien von Frank Höhler, Husum 2012
- Jürgen Paul: Görlitz. Architektur, Kunst, Geschichte. Fotografien von Frank Höhler, hg. von Kulturhistorisches Museum Görlitz und Ostdeutsche Sparkassenstiftung, Dresden 2011
- Atacama. Kalender [2010]. Fotografien von Frank Höhler, Dresden 2009
- Fin del mundo – das Ende der Welt. Kalender [2007]. Fotografien von Frank Höhler, Dresden 2006
- Frank Höhler: Die Dresdner Philharmonie auf Reisen: 1992–2002. Texte von Michael Wüstefeld, Dresden 2002[2]
- Volker Helas: Großer Garten in Dresden. Fotografien von Frank Höhler, Leipzig 2002
- Schloss Pillnitz. Bilder und Ansichten. Fotografien von Frank Höhler, Text von Michael Wüstefeld, hg. von Staatliche Schlösser und Gärten Dresden, Dresden 1996
- Ton in Ton. Die Dresdner Philharmonie 10 Jahre fotografisch begleitet, Dresden 1998
- Olaf Bernstengel: Sächsisches Wandermarionettentheater. Fotografien von Frank Höhler, Dresden 1995
- Gerhard Glaser, Heidrun Laudel, Heike Liebsch; Hans-Peter Lühr: Die Grützner-Villa. Geschichte und Sanierung eines Dresdner Bürgerhauses. Fotografien von Frank Höhler, Dresden 1994